# Legió III Iulia Alpina
La legió III Iulia Alpina v a ser una legió romana que es menciona a la Notitia Dignitatum, un document de l'Imperi Romà procedent de la Cancelleria Reial que dona detalls de l'administració de l'Imperi, tant de la cort com a nivell provincial. Està datat cap a l'any 400.
Estava destinada, com la II Iulia Alpina i la I Iulia Alpina a la defensa de la regió dels Alps Cotians. No se sap del cert qui va formar aquesta legió. La podria haver fundat, pel que es pot deduir del cognomen, Flavi Juli Crisp, fill de Constantí I el Gran, o potser Flavi Juli Constant, emperador entre l'any 337 i el 350.